# Martim Costa
Martim Mota da Costa (født 27. september 2002) er en portugisisk håndboldspiller, som spiller for Sporting CP og det portugisiske landshold. Han er bror til håndboldspilleren Francisco Costa, og søn af den tidligere håndboldspiller og træner Ricardo Costa.
Hans første store mesterskab med landsholdet var verdensmesterskabet i håndbold for mænd i 2023.